# PRS Guitars
La Paul Reed Smith Guitars (spesso abbreviata in PRS Guitars) è un'azienda statunitense con sede in Stevensville, nel Maryland, fondata nel 1985 dal famoso liutaio e chitarrista Paul Reed Smith. La PRS Guitars è costruttrice di chitarre elettriche e acustiche. Sebbene inizialmente queste fossero prodotte solo per musicisti locali, oggi le chitarre PRS sono apprezzate e usate da molti artisti di fama mondiale.

## Costruzione

### Materiali
Il corpo delle chitarre PRS viene principalmente costruito in mogano, con un top in acero sulla maggior parte dei modelli. Molto spesso questi vengono dipinti con colorazioni elaborate quali le sfumature Sunburst o a volte sfumature meno naturali ma molto apprezzate esteticamente come il "Violin Amber Sunburst", sfumatura che ricorda le strisce di una tigre. I manici sono solitamente in mogano, anche se alcuni modelli presentano manici in acero o in palissandro; la tastiera è costruita in palissandro per la maggior parte dei modelli, mentre solo su alcuni viene costruita in acero, come nel caso del modello Swamp Ash Special. I segnatasti rappresentano uccelli posti in posizioni appropriate per tutta la lunghezza del manico, tranne nel caso dei modelli signature di Paul Allender, dove vi sono dei pipistrelli e di Johnny Hiland, dove si tratta di semplici pallini, e dei modelli DGT e SE, in cui sono incise delle lune. Vengono utilizzati materiali molto vari, come conchiglie, oro, avorio e a volte anche materiali rari come l'avorio di mammut.

### Meccaniche
I capotasti sono di materiali sintetici; le chiavi per l'accordatura sono disegnate dalla stessa PRS. Le chitarre PRS presentano 3 modelli di ponte: un ponte fisso pre-intonato di tipo stop-tail, che, seppure molto preciso grazie alle basse tolleranze di costruzione, ha il difetto di non permettere un cambio di intonazione per compensare un eventuale cambio di scalatura delle corde. Lo stesso ponte è disponibile nella versione intonabile. Un altro modello è il PRS tremolo, costruito sullo stile dei ponti tipo Fender Standard, ma con materiali diversi (per esempio, la plastica dura per il filetto della leva).

### Pickup
I pickup di serie sono sempre progettati e costruiti dalla stessa PRS, tuttavia vi è una certa riservatezza riguardo ai vari tipi di magneti e di fili usati per le bobine. Gli unici modelli senza pickup PRS sono il modello Swamp Ash Special, che ha come pickup centrale un Mini humbucker Seymour Duncan Vintage Rails e il modello Torero con pickup attivi EMG 85/81. Gli humbucker sono di diversi tipi, e sono i più comuni tra i prodotti PRS. Il più potente è il magnete HFS (Hot, Fat and Scream, caldo, corposo e urlante), mentre il meno potente è il PRS#9, che produce un suono vintage e più simile ad un single coil. Gli unici due modelli che montano un pickup single coil sono i modelli 513 e Custom 22/12, entrambi nella posizione centrale.

## Edizioni CE ed SE
Oltre alla storica produzione di strumenti con manico incollato, PRS ha una linea di produzione bolt-on: la serie CE, introdotta nel 1988, la cui produzione avviene sempre nel Maryland e con i materiali delle prime Custom 24. Negli anni novanta viene presentata la PRS SE, una linea più economica costruita con legni di minor pregio, vernici opache e meno cura nelle finiture. Tutte le chitarre SE sono prodotte in Corea e godono di una buona diffusione fra i non professionisti dovuta - soprattutto nei primi anni di produzione - all'ottimo rapporto fra qualità e prezzo (quest'ultimo anche cinque volte minore rispetto ai modelli di fascia alta).

## Endorsers

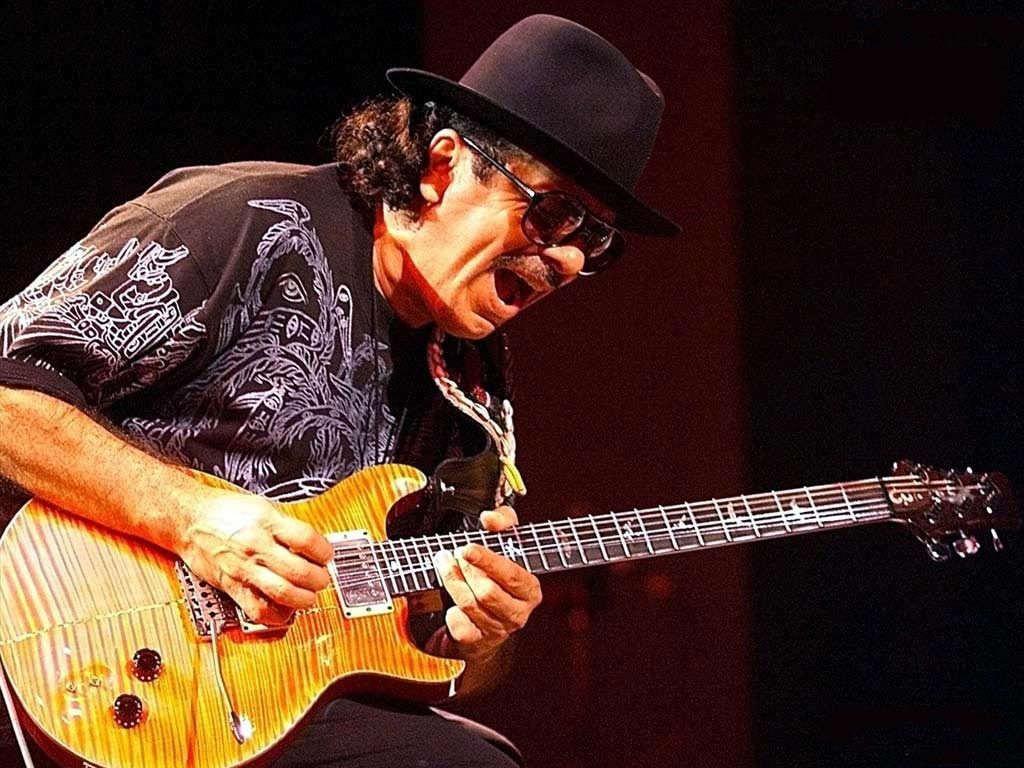
Il chitarrista Carlos Santana con una Paul Reed Smith

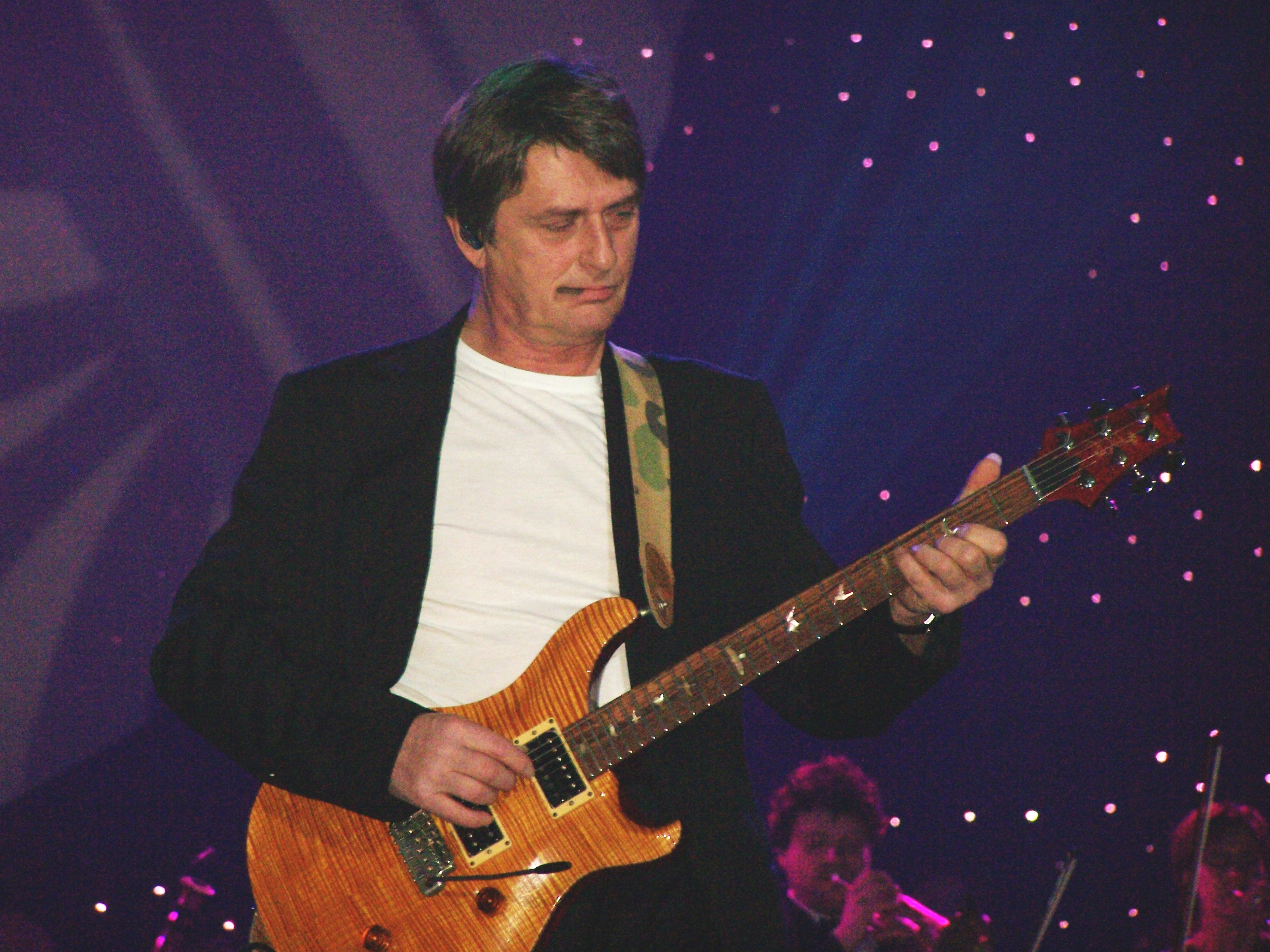
Mike Oldfield con la sua Custom 24 nel dicembre 2006 presso la Festhalle di Francoforte

Tra gli endorser principali ci sono:
- Neal Schon dei Journey*
- John Mayer
- Daniel Johns dei Silverchair
- Chad kroeger dei Nickelback
- Mark Tremonti degli Alter Bridge
- Myles Kennedy degli Alter Bridge
- Brad Delson e Mike Shinoda dei Linkin Park
- Martin Barre dei Jethro Tull
- Steven Wilson dei Porcupine Tree
- Orianthi Panagaris chitarra solista di Alice Cooper
- Al Di Meola
- Carlos Santana
- Mike Oldfield
- Adam Gontier dei Three Days Grace
- Mikael Åkerfeldt degli Opeth
- Dave Navarro dei Jane's Addiction
- Rich Williams dei Kansas
- Mike Mushok degli Staind
- Zack Myers Degli Shinedown
- Tim Mahoney dei 311
- Paul Allender dei Cradle of Filth
- Nick Catanese dei Black Label Society
- Larry LaLonde dei Primus
- Andrea Braido
- David Grissom
- Mark Holcomb dei Periphery
- Dustie Waring dei Between the Buried and Me
- Dany Villarreal, The Warning